# Sentina

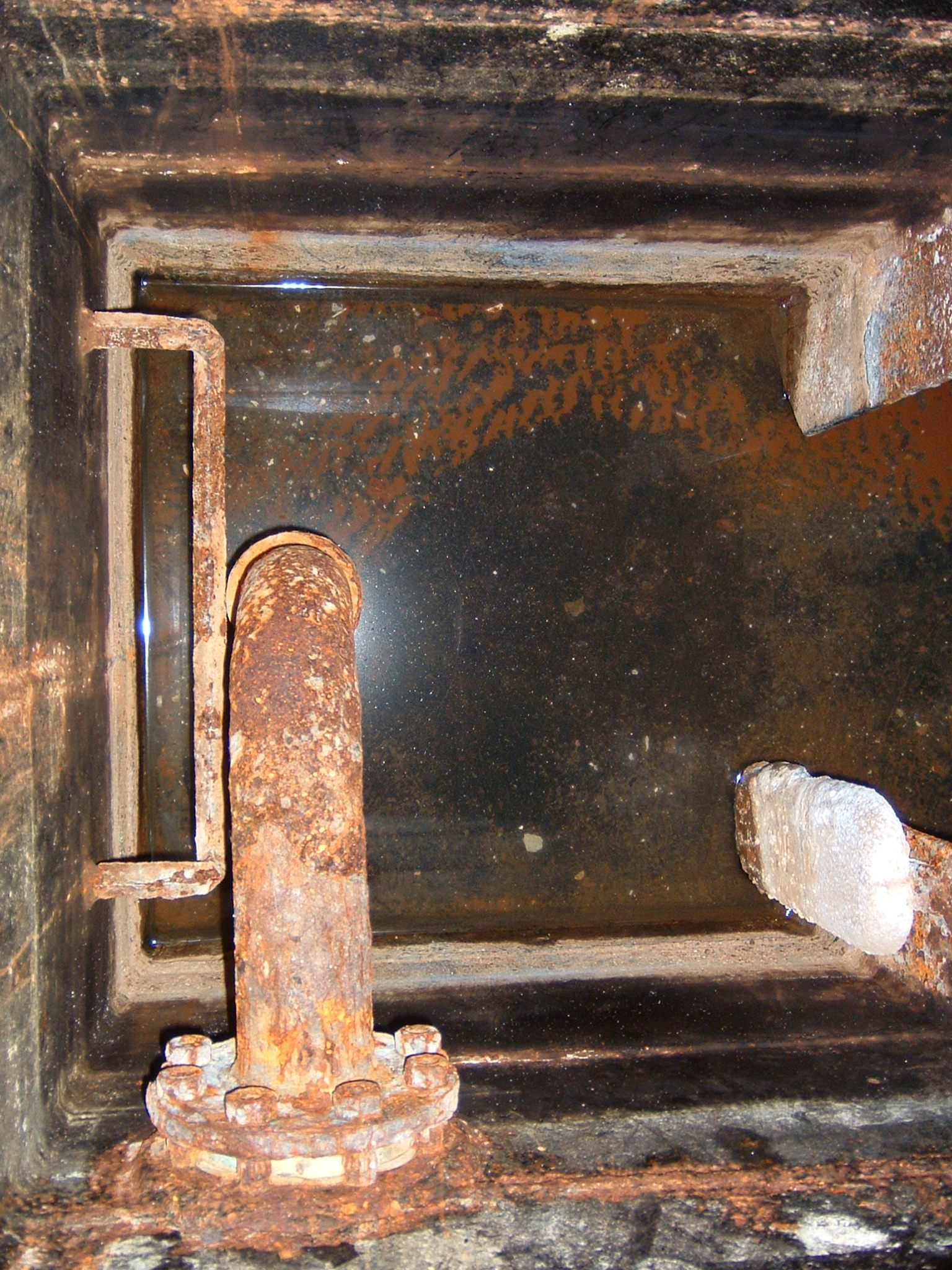
Vista dall'alto della sentina di una nave con scafo in acciaio.

La sentina è la parte posta più in basso nello scafo di un'imbarcazione, dove si raccolgono i vari scoli e le infiltrazioni d'acqua.

## Descrizione
Oltre all'acqua di mare che si infiltra attraverso lo scafo in caso di falle, in questa zona finiscono tracce di ogni sorta di liquido generato dalle varie attività della nave: carburanti, lubrificanti, condensazioni di condizionatori, acque grigie e nere, acqua residua dal lavaggio di motori e ponti, eccetera. A causa della sua funzione, la sentina solitamente emana uno sgradevole odore, e la scarsa aerazione dovuta alla sua posizione nella nave e l'accumulo di umidità provocano a volte un odore così insopportabile da richiedere una disinfezione per ozonizzazione. 
L'acqua raccolta nella sentina andrebbe scaricata in porto tramite apposite tubature e pompe collegate alla rete fognaria e messe a disposizione dalla direzione del porto, ma spesso vengono scaricate in mare durante la navigazione o nelle acque del porto stesso, violando così, spesso, le leggi regionali.
Il termine sentinella origina da sentina. In particolare, nelle antiche navi romane, un uomo (la sentinella) era adibito al controllo costante della sentina e a prosciugare le infiltrazioni d'acqua. Da qui l'uso generalizzato di "sentinella" nell'accezione di "guardiano".